# أستراليا المفتوحة 1988
هنا قائمة ببطولات أستراليا المفتوحة لسنة 1988:

## الكبار

### فردي رجال
ماتس ويلندر () [3] هزم بات كاش () [4] 6-3, 6-7, 3-6, 6-1, 8-6

### فردي سيدات
شتيفي غراف () هزم كريس إيفرت () 6-1, 7-6

### زوجي رجال
ريك لياتش وجيم بوغه () [5] هزم جيريمي باتس () وبيتر لندغرين () 6-3, 6-2, 6-3

### زوجي سيدات
مارتينا نافراتيلوفا وبام شرايفر () هزم كريس إيفرت () وويندي ترنبول () 6-0, 7-5